# 木下善之
木下 善之（きのした よしゆき、1935年〈昭和10年〉10月16日 - 2024年〈令和6年〉4月6日）は、日本の政治家。元和歌山県橋本市長（3期）。元自由民主党和歌山県議会議員（3期）、橋本市議会議員（5期）。

## 経歴
和歌山県出身。1956年〈昭和31年〉和歌山県農業講習所卒。橋本市農業協同組合理事、橋本市議会議員、同議長を経て、1995年〈平成7年〉和歌山県議会議員に当選。3期務める。2005年〈平成17年〉橋本市長選挙に立候補し当選する。翌年橋本市は隣接の高野口町と合併し、新たな橋本市が発足。合併後の市長選挙に立候補し、無投票で当選する。2010年〈平成22年〉の市長選挙でも2人を破って再選した。市長は2014年〈平成26年〉まで務め、同年の市長選挙に立候補せず、退任した。翌2015年〈平成27年〉旭日中綬章受章。
2024年4月6日、腎不全のため死去、88歳没。